# 아무도 페르시안 고양이를 모른다
아무도 페르시안 고양이를 모른다(کسی از گربه های ایرانی خبر نداره, Kasi Az Gorbehaye Irani Khabar Nadareh, No One Knows About Persian Cats)는 이란에서 제작된 바흐만 고바디 감독의 2009년 드라마 영화이다. 바흐만 고바디 등이 제작에 참여하였다.

## 출연
- Hamed Behdad
- Ashkan Kooshanejad
- Negar Shaghaghi